# Oláh Andor (orvos)
Oláh Andor (Budapest, 1923. szeptember 26. –‎ Budapest, 1994. február 13. vagy 1994) magyar orvos, természetgyógyász, néprajzkutató, író, költő és műfordító.
Pályáját kórházi orvosként kezdte, jó részében azonban körzeti orvosként szolgált. A kezdetektől kutatta a modern természetgyógyászatot és annak történetét, műveltségének köszönhetően angol, német és francia nyelven is, valamint falun, ahol gyakran járt a népi gyógyászat mesterei között. Élete során több száz szakcikket és tudománynépszerűsítő cikket jegyzett magyar és idegen nyelven, továbbá sok száz előadást tartott.
A szocializmus idején munkája úttörő jelentőségű volt. Gyakran került szembe a hatalmi irányítás alatt álló technokrata, gyógyszer- és műtétközpontú orvoslással, nemcsak a betegségmegelőző és gyógyító testi, lelki és szellemi módszerei miatt, de vallásos nézeteiért is. Munkássága az 1980-as években bontakozhatott ki igazán, ugyanakkor máig ható, mivel könyveit időről-időre újra megjelentetik.

## Élete
Orvoscsaládba született, édesapja a fővárosban praktizált. Gyermekként és fiatal felnőttként számos betegséggel és tünettel küzdött. Tizenkét évesen szívizomgyulladása volt, ami később gyenge szívműködést okozott. Huszonkét évesen májgyulladás jelentkezett nála sárgasággal, majd májműködési zavarok. Fiatal orvosként heti rendszerességgel gyötörték migrénes rohamok úgy, hogy nem volt munkaképes, három éven keresztül pedig vesekövesség, valamint neuraszténia. Miután áttért a vegetáriánus étrendre, e panaszaitól fél év alatt megszabadult.
Egyetemi tanulmányait a budapesti orvosi egyetemen folytatta, de két évet a bölcsészkar magyar–francia szakán is hallgatott. 1949-ben szerezte meg orvosi diplomáját.
1950-ben nősült, felesége és alkotótársa Kállai Klára volt. Családjukban hat gyermeket neveltek.
Pályafutását 1951-ben a békéscsabai kórházban kezdte. Kórbonctani és kórszövettani szakképesítést szerzett, és laboratóriumi, valamint kórbonctani orvosként dolgozott. 1961-től Dobozon, majd 1973-tól Szentendrén lett körzeti orvos, utóbbi helyen nyugdíjazásáig volt.
Érdeklődési köre már az 1950-es évek elején a természetes gyógymódok felé fordult. Nagy hatással volt rá a felesége, aki természetgyógyászati tanulmányokat folytatott, és akit e miatt 1950-ben kizártak az orvosegyetemről. 1953-tól Lükő Gábor folklórkutató biztatására bejárta Békés megye településeit, beszélt a paraszti gyógyítókkal, és adatokat gyűjtött a betegségek népi elnevezéseiről, okairól és azok gyógyításáról. Ettől kezdve sok cikke jelent meg a népi orvoslás és a természetgyógyászat témájában. Kutatta a külföldi szakirodalmat is, és orvosi praxisán belül egyre szélesebb körben alkalmazta a természetes gyógymódokat. 1956 októberében ismerkedett meg Mahátma Gandhi Egészségre vezérlő kalauz (A Guide To Health) című könyvével, ami ugyancsak döntően befolyásolta életútján. 1960-ban a Belgiumban székelő Nemzetközi Orvostörténeti Társaság rendes tagjává választotta.
1959 márciusában orvosszakértőnek hívták a Mészáros Ferenc falusi gyógyító elleni büntetőperbe, ami végül enyhe ítélettel zárult. De maga is többször került összeütközésbe az állami és politikai rendszer, valamint a hivatalos orvostudomány képviselőivel. Tevékenységét kuruzslásnak, babonának minősítették, és hatósági eszközökkel zaklatták. Az újabb, 1968-as Mészáros Ferenc-ügyben többen követelték, hogy távolítsák el az orvosi pályáról. Később beköttette a rendőrségi eljárások során keletkezett idézéseit és kihallgatási jegyzőkönyveit, melyek vastag kötetet tettek ki. Egyik ilyen ügyében a feljelentés arról szólt, hogy a fiánál valaki meglátta Lin Jü-tang kínai bölcselő könyvét, mire megvádolták, hogy maoista összeesküvést szervez. Egy másik eljárást vegetáriánus étrendje miatt indították ellene. A gyanúsítás alapja akkor az volt, hogy a hús nélküli étrend szemben áll a társadalmi szokásokkal, tehát társadalomellenes.
1983 után minden energiáját a természetgyógyászatnak szentelte. A haláláig tartó évtized folyamán 22 kötete jelent meg. Életreform-klubot és természetgyógyászati egyesületet szervezett. 1984-ben Török Szilveszterrel megalapította a Magyar Természetgyógyászok és Életreformerek Tudományos Egyesülete nevű szervezetet, amelynek elnöke lett. A szervezet a természetgyógyászat ágaival foglalkozott, előadásokat és tanfolyamokat szervezett. Számos más hazai és külföldi természetgyógyász egyesület, illetve szervezet bizottsági és vezetőségi tagja volt. Munkájának egyfajta állami elismerése volt, hogy 1991-től részt vehetett a természetgyógyászat jogi szabályozásának előkészítő, valamint a miniszter mellett működő Természetgyógyászati Szakmai Kollégium, továbbá a Magyar Természetgyógyászati Tanács munkájában.
Írásai magyarul kezdetben csak az Orvostörténeti Közlemények című lapban jelenhettek meg, melyet Antall József szerkesztett. Cikkei ezért főleg külföldi lapokhoz kerültek, pl. a német Curare orvos-etnológiai szaklaphoz. Később a Természetgyógyászat, az Új Elixír, az Egészség és a Magyar Nők Lapja című újságokban publikált. 1993-ban Török Szilveszterrel megalapította az Életerő című havilapot.
1994-ben hunyt el, hetvenévesen, váratlanul.

## Munkássága

### Filozófia
Lányi Gusztáv szerint Oláh „négy dimenziós ember” pszichológiája a „karácsonyista” paradigma folytatása, így Karácsony Sándor tanítványának és követőjének tekinthető olyanokkal egy sorban, mint Buda Béla, Liska Tibor, Lükő Gábor, Montágh Imre, Sára Sándor, Szépe György, Vekerdi Béla és mások. Karácsony világlátása szerint a sajátos magyar észjárást transzcendens módon határozza meg az autonómia, amelyet az alá-fölé rendeltségi hatalmi viszonyok elnyomnak. Tanításának középpontjában ezért a szabadság, a valóságos egyéni és társadalmi autonómia megvalósításának a kérdése állt. A transztendencia pedig nem egyszerű túlvilági kép volt az elméletében, hanem szolgálatot segítő, szabadságot növelő tényező.
Oláh elmélete szerint a természetesség, a tökéletesség, az énmegvalósítás és a társulás alapösztön-tendenciáinak szabadsága meghatározza az egyéni és közösségi tudat állandó gyarapodását, és képessé tesz a szükséges energialeadásra, azaz a munkavégzésre és a közösségre való hatásra. Ezt szem előtt tartva követte Pápai Páriz Ferencet is, és propagálta reforméletmódjában a gyógynövények gyűjtését: „Hajoljatok le a földig, és emelkedjetek az égbe utánuk!”

### Néprajz
A népi gyógyítás történetén belül leginkább a gyógyító ember személyiségét, a népi pszichoterápiát és a pszichoszomatikus szemléletet kutatta. Kikövetkeztette a magyar népi orvoslás időbeli rétegeit, feltárta a 17–18. századi elnyomó osztrák népegészségügyi intézkedések hatásait, a népi gyógyszertan és pszichoterápia alapvetéseit, valamint 
bemutatta a népi specialistákat (pl. csontrakó, borbély, kenő, füves, vadszőrszedő).
Feldolgozott tudományos anyaga a Néprajzi Múzeum etnológiai adattárába került.

### Táplálkozás, reformkonyha
A táplálkozás kérdéseit nem elkülönítetten kezelte, hanem a napi életrenddel, az életcélokkal és a gondolkodásmóddal egységben. A vegetári(án)us étrendet, gyógyszerek helyett a gyógynövényeket, a rendszeres testmozgást, víz- és fénykúrákat, a tudatos pihenést és relaxációt, valamint a lelki gyakorlatokat és az önmegvalósító személyiségfejlesztést emelte ki megvalósítandó ideaként.
A reformkonyhában a nyers élelmiszer (zöldség és gyümölcs), az aludttej, a kefir és a joghurt, a vöröshagyma és fokhagyma, a búzafű, búzacsíra és búzakorpa, a mák, a csicsóka, a méz és virágpor, valamint a szója és alga fogyasztását propagálta. A táplálkozásban a mértékletességet és a változatosságot javasolta. A tradicionális magyar konyhát nagyra tartotta sokféle alapanyagáért és változatos, de nem túlzó fűszerezéséért, azonban a 19–20. században egyhangúvá vált magyaros konyhát betegségforrásnak nevezte. Reformétrendjének alapja az a gondolat volt, hogy minden betegség okozati kapcsolatban áll a helytelen táplálkozással, ugyanakkor a betegség megelőzésében és gyógyításában is alapvető a reformétrend megvalósítása a húst tartalmazó vegyes étrend helyett. Természetes élet- és gyógymód-rendszerének elemei a következők voltak (kilencosztatú kör):
1. Méregtelenítés
2. Reformétrend
3. Fitóterápia (növényi gyógymódok)
4. Elemek (napfény, szél, víz)
5. Mozgás
6. Pihenés
7. Jóga
8. Lelkigyakorlatok
9. Személyiségfejlesztés

## Művei
- Fűbe-fába az orvosság – Békés megyei népi orvoslás I–II., 1984
- Biogyógyszerek, a gyógyító növények, 1985
- Reformkonyha (társszerzők: Kállai Klára, Vadnai Zsolt), 1985
- Zöld varázslók, virág-orvosok. Népi gyógynövényismeret Békés megyében, 1987
- Az idő a gazda mindenütt, Népi természetismeret, időjósló megfigyelések és hiedelmek, 1986
- Újhold új király! A magyar népi orvoslás életrajza, 1986 ISBN 963 281 722 2
- Reform-életmód-étrend. A természetgyógyászat. Mezőgazdasági Kiadó, Budapest, 1986
- Zöld varázslók, virág-orvosok. Népi gyógynövényismeret Békés megyében, 1987
- A gyógyító víz, 1987
- A természet patikája, 1987
- Házipatika gyógynövényekből, 1989
- A rák természetes gyógymódja és megelőzése, 1989
- Vitaminok és nyomelemek az életerő forrásai, 1990
- A lazítás, mint megelőző és gyógyító módszer, 1991
- Szépségdiéta, belső kozmetikumok, 1991
- India üzenete. Mahátma Gandhi Természetgyógyászati tanácsai, 1991
- Gyógyítás illóolajos növényekkel (társszerző: Domokos János), 1991
- A reuma gyógyítható! A reumatikus betegségek megelőzése és természetes gyógymódja, 1991

## Emlékezete
- Az Egymásért vagyunk című, 2020-ban megjelent tudománytörténeti összeállításban munkásságára történő visszatekintés jelenik meg.[10]